# Дональсонвілл (Джорджія)
Дональсонвілл (англ. Donalsonville) — місто (англ. city) в США, в окрузі Семінол штату Джорджія. Населення — 2833 особи (2020).

## Географія
Дональсонвілл розташований за координатами 31°2′23″ пн. ш. 84°52′42″ зх. д. / 31.03972° пн. ш. 84.87833° зх. д. (31.039691, -84.878424).  За даними Бюро перепису населення США в 2010 році місто мало площу 10,34 км², з яких 10,29 км² — суходіл та 0,05 км² — водойми.

## Демографія
Згідно з переписом 2010 року, у місті мешкало 2650 осіб у 988 домогосподарствах у складі 672 родин. Густота населення становила 256 осіб/км².  Було 1145 помешкань (111/км²).
Расовий склад населення:
| - 62,2 % — чорних або афроамериканців - 34,9 % — білих - 0,9 % — азіатів |

До двох чи більше рас належало 1,3 %. Частка іспаномовних становила 2,1 % від усіх жителів.
За віковим діапазоном населення розподілялося таким чином: 27,2 % — особи молодші 18 років, 56,5 % — особи у віці 18—64 років, 16,3 % — особи у віці 65 років та старші. Медіана віку мешканця становила 37,1 року. На 100 осіб жіночої статі у місті припадало 78,7 чоловіків;  на 100 жінок у віці від 18 років та старших — 72,5 чоловіків також старших 18 років.
Середній дохід на одне домашнє господарство  становив 39 384 долари США (медіана — 30 799), а середній дохід на одну сім'ю — 45 402 долари (медіана — 36 384). Медіана доходів становила 36 389 доларів для чоловіків та 24 583 долари для жінок. За межею бідності перебувало 29,2 % осіб, у тому числі 44,1 % дітей у віці до 18 років та 15,1 % осіб у віці 65 років та старших.
Цивільне працевлаштоване населення становило 825 осіб. Основні галузі зайнятості: освіта, охорона здоров'я та соціальна допомога — 26,2 %, виробництво — 14,3 %, роздрібна торгівля — 11,4 %, мистецтво, розваги та відпочинок — 10,8 %.